# Ablauflinie
Für Angriffe militärischer Verbände wird im Allgemeinen eine Ablauflinie befohlen.
Mit dem Überschreiten der Ablauflinie beginnt der Angriff. Sie dient dazu, die Bewegungen der Truppen für den Angriffsbeginn untereinander und mit dem Feuer der Unterstützungswaffen (Artillerie, Luftstreitkräfte) zeitlich in Übereinstimmung zu bringen. Sie soll im Gelände klar erkennbar sein. Ist zum Ordnen der Truppe oder für eine Versorgung ein kurzer Halt notwendig, so muss dieser noch diesseits der Ablauflinie eingelegt werden. 
Auf Lagekarten wird die Ablauflinie mit schwarzem oder blauem Stift eingetragen. An den Enden wird AL und der befohlene Zeitpunkt des Überschreitens ergänzt.
Die Ablauflinie ist also sowohl eine räumliche, als auch eine zeitliche Anordnung. Ohne Ablauflinie wäre allen am Angriff beteiligten Einheiten gesondert zu befehlen, wo und wann sie zum Angriff antreten sollen.